# Departamento Caaguazú
Caaguazú (Guaraní: Ka'aguasu) ist ein Departamento in Paraguay, es ist einer von insgesamt 17 Verwaltungsbezirken.

## Distrikte
- Caaguazú
- Carayaó
- Coronel Oviedo
- Doctor Cecilio Báez
- Doctor Juan Eulogio Estigarribia
- Doctor Juan Manuel Frutos
- José Domingo Ocampos
- La Pastora
- Mariscal Francisco Solano López
- Nueva Londres
- Raúl Arsenio Oviedo
- Repatriación
- R. I. Tres Corrales
- San Joaquín
- San José de los Arroyos
- Santa Rosa del Mbutuy
- Simón Bolívar
- Tres de Febrero
- Vaquería
- Yhú

## Sehenswürdigkeiten
In San Joaquín ist die von den Jesuiten 1746/1747 erbaute Kirche der einstigen Reduktion San Joaquín de los Tobatines mit reichen Wandmalereien und einer barocken Ausstattung erhalten.

## Persönlichkeiten
- Nelson Valdez, Fußballprofi